# León de Bizancio
León de Bizancio (en griego antiguo: Λεών, Leon; Bizancio, siglo IV a. C.-340juliano o 336 a. C.) fue un notable orador, político y filósofo sofista de la Grecia Antigua. Fue discípulo de Platón y sirvió como embajador de Atenas como apoyo en la lucha contra Filipo II de Macedonia.

## Biografía
León, cuyo padre también se llamaba así, procedía de Bizancio en el Bósforo, más tarde Constantinopla. Asistió a la Academia de Platón en Atenas, siendo alumno del mismo, y era conocido como un «orador ingenioso y agudo en sus respuestas», como puede leerse en la descripción que sobre su persona hace Plutarco. Durante su tiempo en la academia, se hizo amigo del general y político ateniense Foción, con el que participó en la defensa de la ciudad de Bizancio.
Cuando la ciudad natal de León, de la que era uno de los principales políticos, se alió con Atenas contra Filipo II de Macedonia, acudió allí como enviado. Filipo sitió Bizancio en 340-339 a. C., pero la ciudad resistió con éxito bajo el liderazgo de León como embajador y también por la flota ateniense comandada por Foción, gracias a que los macedonios carecían de flota naval.
Una anécdota cuenta la muerte de León: después de que Filipo II de Macedonia rompiera el asedio de Bizancio, afirmó que León sólo había defendido la ciudad porque Filipo no había respondido a sus elevadas exigencias de dinero. Cuando los ciudadanos enfurecidos se reunieron frente a la casa de León, éste se suicidó para evitar el castigo por lapidación. Varias investigaciones suponen que el relato anecdótico de la muerte de León es una burda calumnia, porque los bizantinos no habrían tenido ninguna razón para creer a su oponente Filipo más que a León, que era muy respetado por ellos. Sin embargo, es posible que los bizantinos hicieran las paces con Filipo en el 337 a. C. y que León muriera en este contexto como opositor al rey.
Probablemente de forma errónea, se han atribuido a León varias obras históricas, como por ejemplo el diálogo pseudoplatónico Halkyon, así como tres apotegmas que Erasmo puso en una lista que presumió, eran de León de Bizancio. La atribución de las obras históricas se basa en la controvertida identificación de León con un historiador del mismo nombre y alumno de Aristóteles. Filóstrato lo incluye en el Libro I de su obra Vidas de los sofistas.

## Obras
- Teuthrantikon
- Peri Bêsaiou (En Besaeus)
- Ton hieron polemon (Las guerras santas)
- Peri staseôn (En cuestiones)
- Ta kat' Alexandron (Historia de Alejandro)